# Pubblico esercizio
Per pubblico esercizio  s'intende, ai sensi della legge italiana, un locale aperto al pubblico in cui si svolga un'attività di impresa avente come oggetto la prestazione di servizi al pubblico.

## Requisiti
L'autorizzazione per l'apertura di un pubblico esercizio è rilasciata dal comune, previa domanda finalizzata ad ottenere apposita licenza. La domanda per la licenza di uno degli esercizi indicati all'art. 86 TULPS deve contenere le indicazioni relative alla natura e all'ubicazione dell'esercizio e all'insegna. Tale licenza volge anche funzione di autorizzazione.

## Caratteristiche
Il carattere di “pubblicità” di un esercizio, intesa come condizione di fruibilità del locale, non è dato dall'apparenza esteriore, ma dalla possibilità concreta per chiunque di accedervi liberamente e di poter fruire dei servizi erogati.
Lo scopo della sottoposizione a controllo, mediante il regime dell'autorizzazione di polizia, di talune attività imprenditoriali, è quello di tutelare la sicurezza, l'incolumità, la moralità, l'igiene delle persone e dei beni mobili che rispettivamente si affidano o vengono affidati a coloro i quali gestiscono gli esercizi per la somministrazione di alimenti e bevande, esercizi ricettivi ed esercizi che prestano servizi di varia natura.

## Esercente
L'esercente è un imprenditore commerciale che opera al dettaglio (retail) ovvero che fornisce prodotti e/o servizi alle persone fisiche (pubblico). Chi possiede (o gestisce) un negozio, bar, palestra, pizzeria, centro estetico, ecc., è un esercente.
Trattandosi di imprese che devono acquisire licenze pubbliche gli esercenti ottemperano a regole peculiari rispetto ad altri imprenditori (ad esempio: giorni o orari di apertura, bagni pubblici, parcheggio e altre, anche locali).

## Tipologia
Esistono inoltre diversi tipi di esercizi pubblici, riconducibili all'art. 86 del TULPS, ma soggetti a leggi speciali di settore:
a) Esercizi dell'attività ricettiva: pensioni e locande, dormitori privati, alberghi diurni e bagni pubblici (regolati dalla legge n. 135/01);
b) Esercizi della somministrazione alimenti e bevande: ristoranti, trattorie, caffè e bar, osterie ed osterie con cucina, spacci di analcolici e di cibi cotti con consumo sul posto (ora regolati dalla legge n. 287/91 e, in molte regioni, da leggi regionali, emanate a seguito di attribuzione alle regioni della potestà legislativa residuale in materia di commercio interno, ai sensi dell'art. 117, comma 4, della Costituzione);
c) Esercizi dove si svolgono giochi leciti: sale pubbliche da biliardo e altri giochi leciti (di cui agli artt. 86 e 110 del Testo Unico di Pubblica Sicurezza e alla legge n. 425/95);
d) Esercizi cosiddetti “Internet Point”: esercizi in cui vengono messi a disposizione del pubblico apparecchi terminali utilizzabili per comunicazioni telematiche - decreto legge 27 luglio 2005 n. 144, conv. in legge 31 luglio 2005 n. 155.
Per il tipo di cui alla lett. d) il  decreto legge 29 dicembre 2010 n. 225, convertito in legge 26 febbraio 2011, n. 10, modificando la norma del 2005 in tema, ha previsto l'obbligo di ottenere l'autorizzazione fino al 31 dicembre 2011. Considerando tuttavia che non è stato emanato alcun provvedimento normativo di proroga, la licenza è da considerarsi non più richiesta.